# Meliturgula wilmattae
Meliturgula wilmattae là một loài Hymenoptera trong họ Andrenidae. Loài này được Cockerell mô tả khoa học năm 1932.